# Solt (Sohn von Árpád)

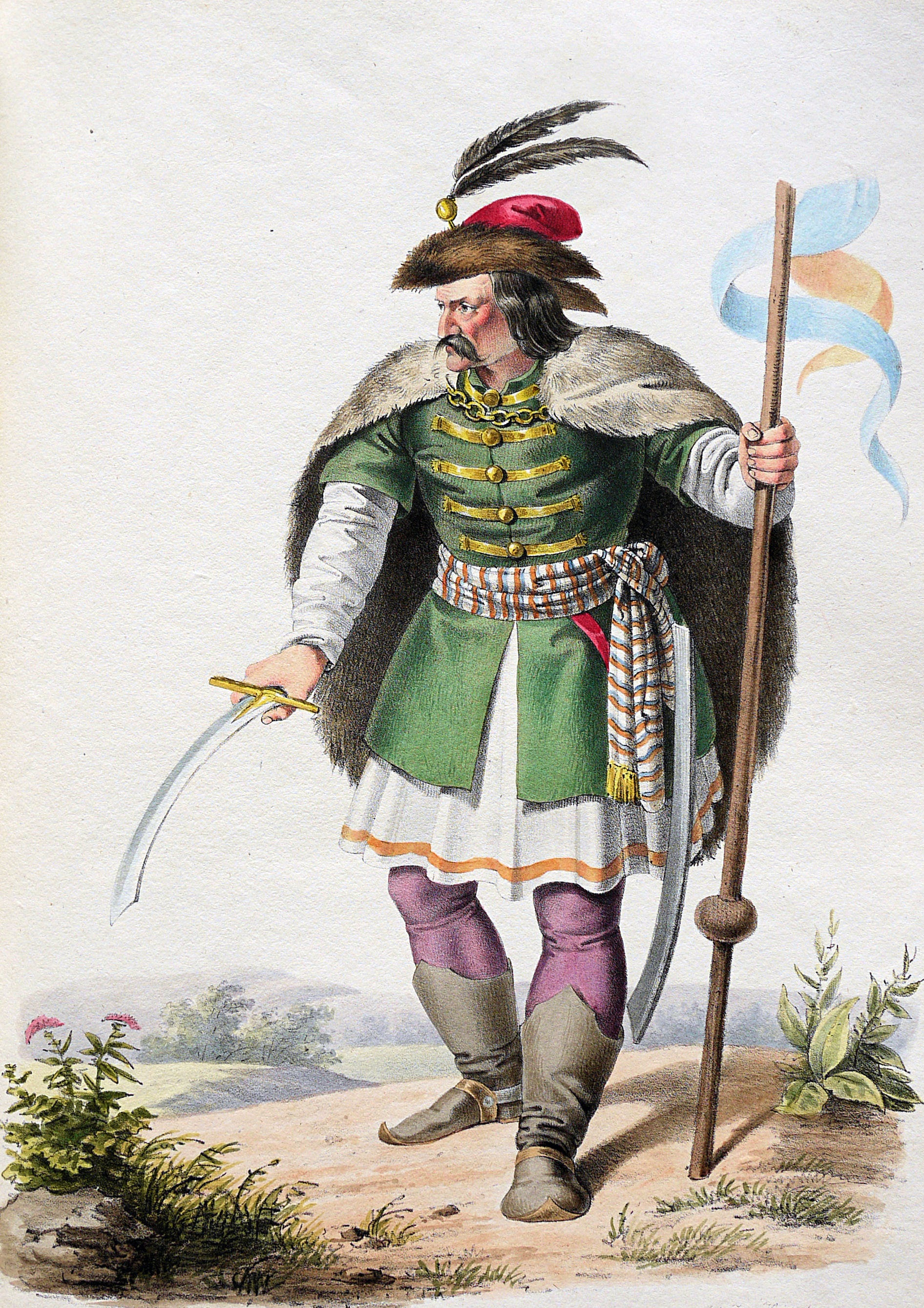
Zolta, Lithographie von Josef Kriehuber nach einer Zeichnung von Moritz von Schwind, ca. 1828

Solt (* um 896; † um 949) war der jüngste Sohn von Árpád und Großfürst der Magyaren.

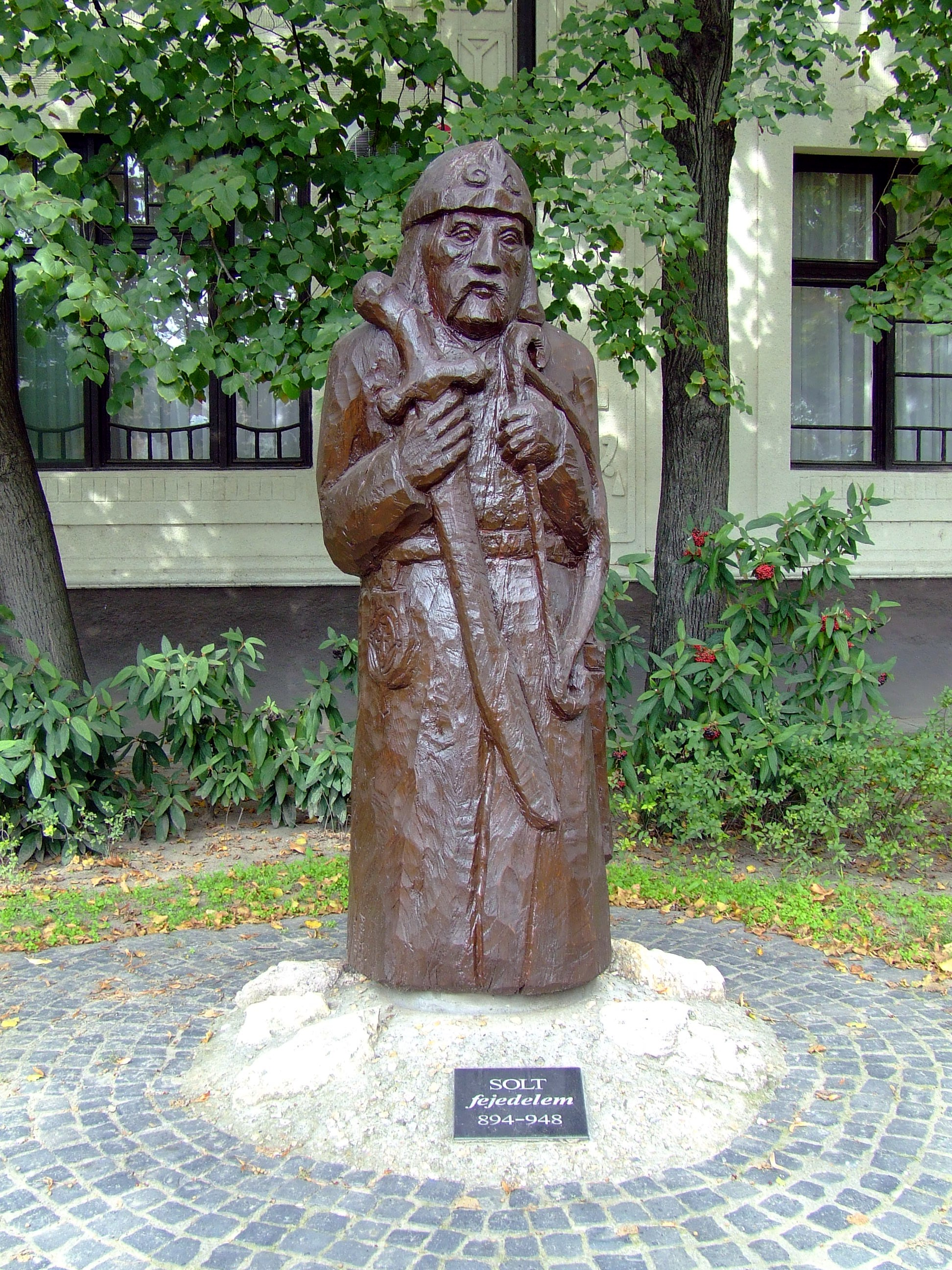
Statue in Solt

## Leben
Solt oder Zsolt, auch Zolta oder Zaltasz (* ca. 896; †~ 949) war der jüngste Sohn des Großfürsten Árpád und nach dessen Tode bis 949 Großfürst von Ungarn. Nach der Landnahme wurde das Karpatenbecken auf die Führer der einzelnen Stämme verteilt. Solt erhielt bereits als „Thronfolger“ das Gebiet im Südungarn am Zusammenfluss der Flüsse Donau und Drau. Seine vier älteren Brüder waren alle vor dem Tod des Vaters († 907) gestorben. Das Erbe fiel deshalb auf Solt, der beim Tod des Vaters noch minderjährig war.
Die Gesta Hungarorum eines anonymen Chronisten benutzen für Solt den Namen Zolta und berichten über dessen Erbe folgendes:
De suscessione Zulte ducis: Et successit ei filius suus Zulta, similis patris moribus, dissimilis natura. Fuit enim dux Zulta parum blesus et candidus, capillo molli et flavo, statura mediocri, dux bellicosus, animo fortis, sed in civibus clemens, voce suavi, sed cupidus imperii, quem omnes primates et milites Hungariae miro modo diligebant. Transactis quibusdam temporibus dux Zulta cum esset XIIIcim annorum, omnes primates regni sui communi consilio et pari voluntate quosdam rectores regni sub duce prefecerunt [...].
Deutsche Übersetzung:
„Fürst Zolta als Nachfolger: Und es folgte ihm sein Sohn Zolta nach, von ähnlichem Charakter, aber ganz anderem Aussehen. Fürst Zolta stieß nämlich ein wenig mit der Zunge an, war von heller Hautfarbe, hatte weiches blondes Haar und war von mittlerer Größe. Als Führer war er kriegerisch und mutig, zu seinem Volk aber milde und von sanften Umgangsformen. Er war aber auf Macht erpicht, und alle Führer und Krieger der Ungarn schätzten ihn in erstaunlichem Maße. Nach einiger Zeit, als Zolta 13 Jahre alt war, wurden auf einem gemeinsamen Rat aller Vornehmen des Reiches einhellig einige Lenker des Reiches gewählt, die nur dem Fürsten unterstanden [...].“
Diese Schilderung von Solts Äußerem ist wörtlich aus dem Roman des spätantiken Schriftstellers Dares Phrygius über den Trojanischen Krieg entnommen. Dort sind die einzelnen Charakteristika jedoch auf unterschiedliche Protagonisten bezogen: Die Ähnlichkeit im Charakter und Unterschiede im Aussehen beziehen sich dort auf Deiphobos und Helena, das Lispeln und die helle Hautfarbe auf Hektor, das weiche blonde Haar auf Paris, die mittlere Größe auf Kassandra, die kriegerische und mutige Kriegsführung sowie die Milde zum eigenen Volk wieder auf Hektor und die sanften Umgangsformen sowie der Wunsch nach Macht wiederum auf Paris.
Solt folgte 907 auf den Thron. Seine 40-jährige Regierungszeit war voller Unruhen und kriegerischer Handlungen. Die Zentralgewalt verfiel völlig, die sieben Magyarenstämme und angeschlossene chasarische Chabaren bekriegten sich. Die Ungarn führten viele Raubzüge durch, sogar bis nach Frankreich und Italien, in den Balkan und ins Ostfrankenreich. Dort erzwangen sie Tribute und erlebten 933 einen ersten schweren Rückschlag in der Schlacht bei Riade an der Unstrut.
Den Gesta Hungarorum zufolge heiratete Solt eine Tochter des Fürsten Ménmarót, der als der Herr von Bihar überliefert ist. Dort heißt es:
Dux vero Arpad inito consilio suorum nobilium mandata Menumorout dilexit et laudavit, et dum filiam Menumorout eiusdem etatis ut filius suus Zultus iam esse audivisset, peticionem Menumorout differe noluit, et filiam suam in uxorem Zulte accepit cum regno sibi promisso.
Deutsche Übersetzung: „Fürst Árpád hielt mit den Seinigen Rat und war voller Lob und Anerkennung für die Entscheidung Ménmaróts. Er hatte schon gehört, dass die Tochter von Ménmárot etwa so alt war wie sein eigener Sohn Zolta und wollte ohne Verzögerung dem Vorschlag von Ménmarót nachkommen; deshalb bestimmte er dessen Tochter seinem Sohn Zolta zur Frau, zusammen mit der in Aussicht gestellten Herrschaft [...]“
Gemäß einer Hypothese des Historikers Charles Bowles soll Solt im Jahr 904 jedoch eine mährische Fürstentochter geheiratet haben und wurde 906 (nach dem Zusammenbruch des Mährerreiches) der erste ungarische Statthalter in Mähren und später, zwischen 933 und 947, regierender Großfürst von Ungarn. Diese Annahme erscheint jedoch den meisten Historikern als wenig wahrscheinlich. Auf den Thron folgte ihm (etwa zwischen 943 und 947) Fajsz ein Enkel von Árpád und Sohn von Jutas.

## Nachfahren
Aus der Verbindung Solts mit der Tochter von Ménmarót ging der Sohn Taksony hervor. Der Sohn von Taksony war Geisa (ung. Géza) der Vater von Stephan dem Heiligen, des ersten gekrönten Apostolischen König und Begründer des Königreichs Ungarn.